# Petrus Canisius Jean van Lierde

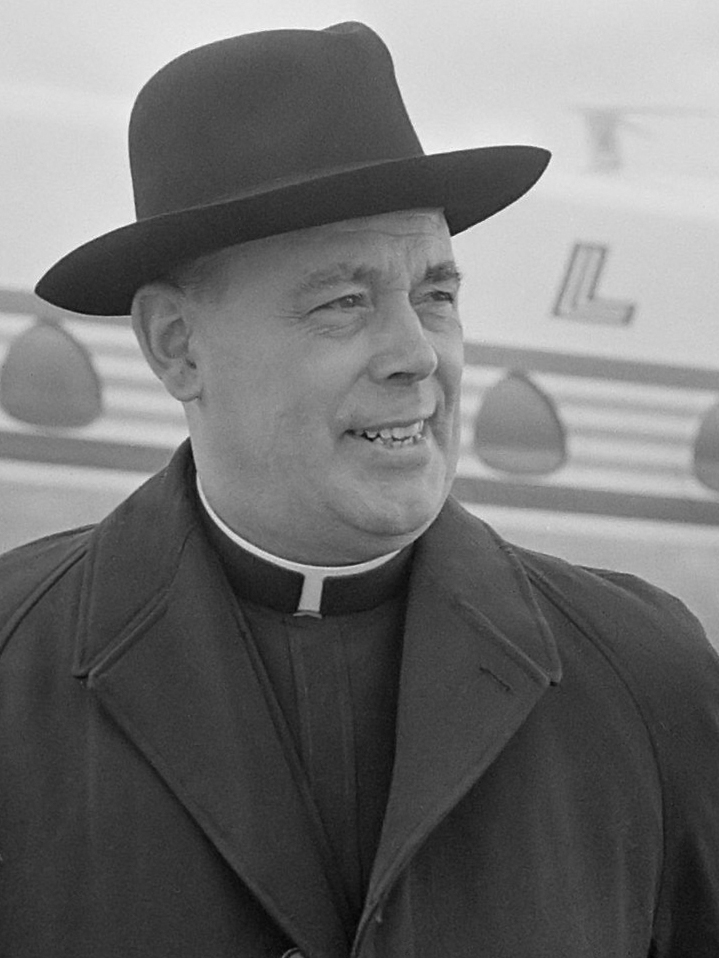
Petrus Canisius van Lierde (1965)

Petrus Canisius Jean van Lierde, O.S.A., auch Peter Canisius Johannes van Lierde, (* 22. April 1907 in Hasselt, Belgien; † 12. März 1995 in Roeselare) war ein niederländischer Geistlicher und Kurienbischof.

## Leben
Lierde empfing im Augustinerorden am 30. Mai 1931 die Priesterweihe. Danach machte er seinen Doktor in Theologie und Philosophie. Papst Pius XII. ernannte ihn am 31. Januar 1951 zum Titularbischof von Porphyreon und Giuseppe Pizzardo spendete ihm die Bischofsweihe am 25. Februar desselben Jahres; Mitkonsekratoren waren die Kurienbischöfe Luigi Traglia und Felice Agostino Addeo. Lierde arbeitete bis 1991 als Generalvikar Seiner Heiligkeit für die Vatikanstadt.

## Auszeichnungen
- 1990: Großkreuz des Ordens des Infanten Dom Henrique
- 1985: Großkreuz des Verdienstordens der Italienischen Republik
- 1958: Großes Goldenes Ehrenzeichen mit dem Stern für Verdienste um die Republik Österreich